# Єнахметово
Єнахме́тово (рос. Енахметово, башк. Йәнәхмәт) — село у складі Шаранського району Башкортостану, Росія. Входить до складу Нуреєвської сільської ради.
Населення — 416 осіб (2010; 451 у 2002).
Національний склад:
- марійці — 91 %